# サイオプス サイキック・オペレーション
サイオプス サイキック・オペレーション（Psi-Ops: The Mindgate Conspiracy）は、ミッドウェイゲームズ（Midway Games）が開発し2005年11月10日にカプコンからPlayStation 2にて発売されたサードパーソン・シューティングゲーム（三人称シューティングゲーム）。海外ではXbox版やPC版もある。ニンテンドー ゲームキューブ版はキャンセルされ発売されなかった。 

## 要素
20世紀、世界各国が念動力（テレキネシス）や透視能力（クレヤボヤンス）などPSIパワーの超能力の研究が盛んに行われ「Psi-Ops」と呼ばれるPSIパワー・プロジェクトが始まろうとしていた。冷戦終結後の21世紀にPSIパワープロジェクトの研究は衰退したが、アメリカでは「マインドゲート」と呼ばれるPsi-Opsの指導者クリーガー将軍が乱用し、違法な研究や軍事行動を行ったが、政府は「マインドゲート・プロジェクト」を中止を発表した。地位を奪われたクリーガー将軍は地下に潜伏し、自分を失脚させた政府や世間に復讐を誓い、PSIエージェント達や洗脳した捕虜の兵士達を集め「ムーブメント」と言うテロ組織を結成した。ムーブメントの捕虜となっていたPSIパワーの使い手である主人公のニック・スクライヤーは失った記憶を取り戻し、「ムーブメント」の活動の秘密を探るため立ち向かった。
2007年2月20日に脚本家ウィリアム・L・クロフォード3世が著作権侵害でMidway Studios Austinを告訴した。クロフォードは自分が「Psi-Ops」と言うタイトルで1998年に著作権登録して書いた脚本がこのゲームの物語概念やデザインなどタイトルが類似しており、Midwayがゲーム開発でアイデアを盗んだと主張していた。クロフォードはMidwayに対しての訴訟で150万ドルを求めている。Midwayは2004年に登録していた。

## 特徴
武器はメイン武器のピストルの他に、マシンガン、アサルトライフル、ショットガン、スナイパーライフルから一つを所持できる。敵専用の武器に火炎放射器、ロケットランチャー、手榴弾があり、装備した敵にマインドドレインを使用した際のみ利用できる。
最大の特徴がPSIパワーと呼ばれる6つの超能力を武器として使用できることで、戦術の自由度の高さを生み出している。
- テレキネシス（TK）
物体を動かす事が出来る念動力。敵の身体を浮き上がらせたり、吹き飛ばしたりして倒す事も出来る。ただし大きすぎる物や固定された物、PSIパワーに抵抗する敵は動かせない。
- リモートビュー（RV）
通路の先やドアの向こうなどを見通す事が出来る遠隔視・透視能力。敵に察知されずに主観視点の視界だけを移動させ偵察することができる。その間本体は無防備。
- マインドドレイン（MD）
敵からPSIパワーのエネルギーを吸い取る能力で、エネルギーを全て吸い尽くせば敵を倒す事も出来る。警戒していない敵、および怯んでいる敵にのみ使用可能。
- マインドコントロール（MC）
敵を自由に操る洗脳能力。使用中はRVと同様に本体は無防備になる。
- パイロキネス（PK）
前方に地を這う炎を放つ発火能力。
- オーラビュー（AV）
通常は見えないものを見る事が出来る霊視能力。敵がこちらに気付いているかどうかも判別できる。

## 登場人物
ニック・スクライヤー（Nick Scryer）CV：大川透
世界平和維持を目的とした「ユニオン軍」の対テロリスト部隊の隊長。ムーブメントに捕虜として捕らわれるがサラに助け出され、徐々に消された記憶と超能力を思い出してゆく。
サラ・ブレイク（Sara Blake）CV：甲斐田裕子
ウィリアム・クリーガー将軍（William Kreiger）CV：西村知道
超能力の軍事利用を研究していた機関マインドゲートの元責任者。違法行為や非人道行為によって追放されテロ組織ムーブメントを設立。ESPパワーは持たない。
エドガー・バレット（Edgar Barrett）CV：楠見尚巳
マインドゲート時代のニックの訓練教官で巨体のテレキネシス使い。
ジョブ・レオノフ（Jov Leonov）CV：中村秀利
サイボーグソルジャーの生産を担当するマインドコントロール使い。
ウェイ・リュー（Wei Lu）CV：小島幸子
ムーブメントのイリュージョニスト（幻術使い）。香港の巨大基地を人目から隠している。
マリーナ・ケスラー（Marlena Kessler）CV：中澤やよい
キミコ・ジョーンズ（Kimiko Jones）CV：小林沙苗
ニコラス・ライトソン（Nicolas Wrightson）CV：坂口候一

## 日本版の変更点
マップに現在地点と向きを示す矢印が表示されるようになった。
マインドドレインで敵のエネルギーを全て吸い尽くして倒した時の、人体欠損（肉体破裂や頭の破裂）表現の削除。
海外版では敵の兵士達はミート・パペッツ（Meat Puppet）と呼ばれる洗脳により作り変えられた兵士と言う設定だったが、日本版では人間の兵士のクローンから作りだされたサイボーグソルジャーと変更された。